# Sara Ali Khan
Sara Ali Khan (née le 12 août 1995) est une actrice indienne qui travaille dans les films hindi. [Saːɾaː əˈli xaˈn] 

## Biographie
Membre de la famille Pataudi, elle est la fille des acteurs Amrita Singh et Saif Ali Khan et la petite-fille paternelle de Mansoor Ali Khan Pataudi et Sharmila Tagore. Après avoir obtenu son diplôme de la Columbia University, Khan s'est aventuré dans le rôle d'actrice principale du film 2018, Kedarnath et Simmba. Les deux films ont eu un succès commercial et le premier lui a valu le Filmfare Award du meilleur début féminin.